# Austrophlebia
Genre
Austrophlebia  est un genre de libellules de la famille des Æshnidés et du sous-ordre des Anisoptères.

## Liste d'espèces
Selon BioLib (17 avril 2020) :
- Austrophlebia costalis (Tillyard, 1907)
- Austrophlebia subcostalis Theischinger, 1996